# Daphné lilas
Daphne genkwa
Espèce
Classification phylogénétique
Le daphné lilas (Daphne genkwa) est un arbuste asiatique de la famille des Thyméléacées. Il fait partie des 50 herbes fondamentales de la médecine traditionnelle chinoise.
Ses rameaux sont érigés, les fleurs roses en petites grappes axillaires apparaissent avant les feuilles. Celles-ci sont  caduques et opposées.
Naturellement présent en Corée, en Chine et au Viêt Nam, cet arbuste de multiplication facile est apprécié pour sa floraison printanière.
Cependant, c'est une plante fortement toxique.